# Scott J. Mullin
Scott J. Mullin (* 1955 in Montreal, Québec) ist ein  ehemaliger kanadischer Botschafter.

## Leben
Von 1978 bis August 1979 war er unter Ian Hamilton in der Abteilung Immigration in Thailand, Malaysia, Indonesia and Burma.
Von 1978 bis 1981 war er Botschaftssekretär zweiter Klasse im Hochkommissariat in Hongkong. Von 1981 bis 1984 war er Botschaftssekretär zweiter Klasse im Hochkommissariat in Nairobi. 1983 wurde er zum Botschafter in Somalia ernannt, wo er 1984 akkreditiert wurde.
Von 1984 bis 1985 war er Botschaftssekretär erster Klasse in Beirut. Von 1986 bis 1987 war er Stellvertretender Leiter der Abteilung Liaison Und Koordination im Außenministerium in Ottawa. Von 1987 bis 1988 war er Bürovorsteher des Staatssekretärs im Kanadischen Außenministerium. Im September 1988 wurde er zum Geschäftsträger in Teheran ernannt, wo er bis 1. November 1990 postiert war.
Von 1991 bis 1993  war er Pressesprecher des Außenministeriums unter Barbara McDougall. Von 1993 bis 1997 war er Handelsbeauftragter in der Commission for Canada in Hong Kong. 1997 wurde er in den Ruhestand versetzt.